# Vzduch

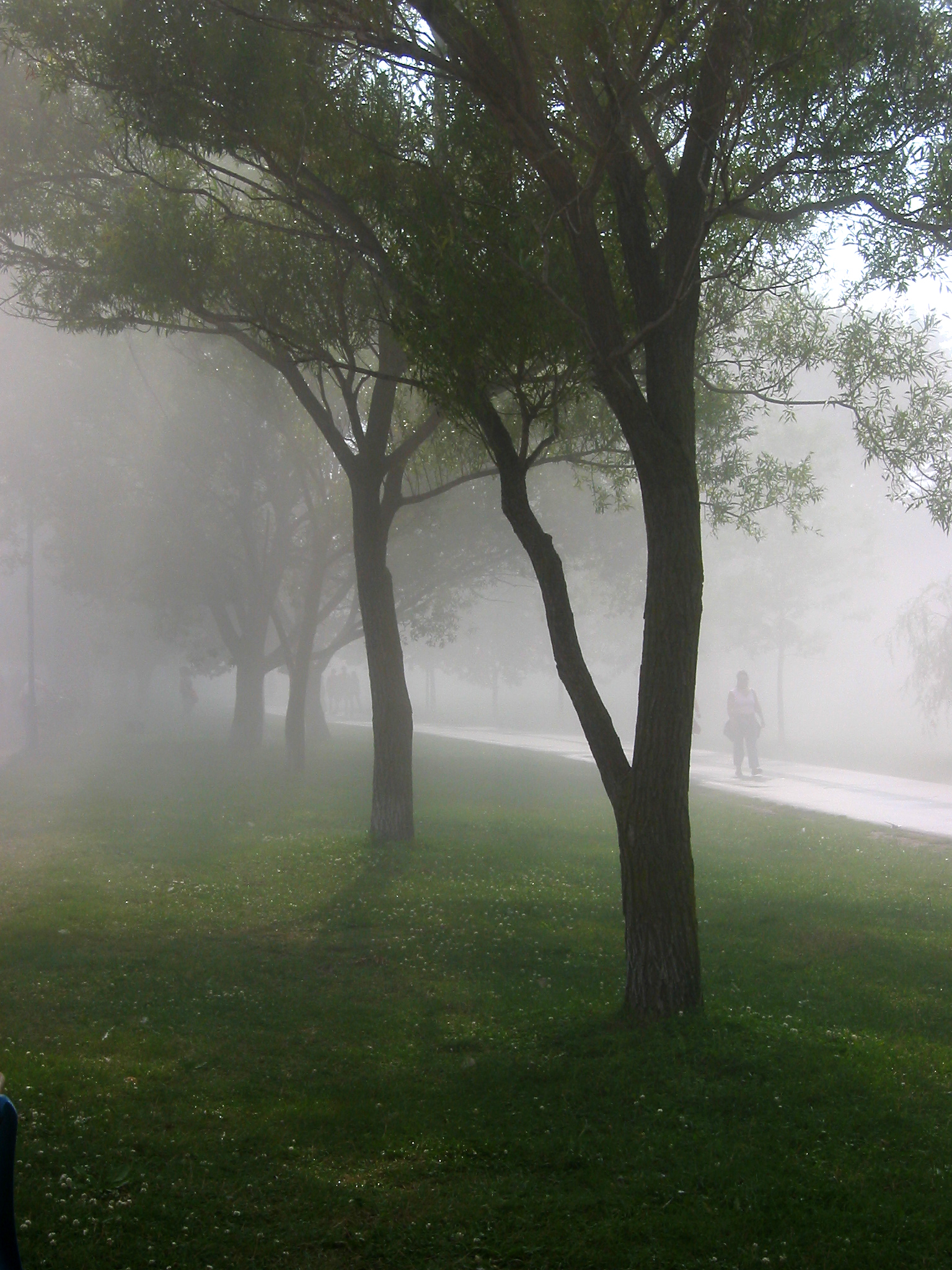
Vyšší procento vodních kapiček ve vzduchu dává vzniknout mlze

Vzduch je směs plynů tvořící plynný obal Země – atmosféru – sahající až do výše asi 100 km. Ovlivňuje chemické reakce jak v neživé přírodě, tak i v živých organismech (většina živých organismů by bez kyslíku z ovzduší nemohla vůbec existovat). Má i své významné fyzikálně chemické vlastnosti, jedná se zejména o koloběh vody v ovzduší. Kromě toho tepelná kapacita vzduchu udržuje na Zemi teplotu přijatelnou pro život. Je také důležitou průmyslovou surovinou. Mimo jiné vzduch (resp. kyslík v něm obsažený) také slouží k oxidaci paliva v běžných spalovacích motorech, k oxidaci paliva při výrobě elektrické energie v tepelných elektrárnách, dále při vytápění či ohřevu vody atd. Vzduch tedy slouží coby druhá (prakticky neviditelná) složka každého běžného fosilního paliva.

## Složení vzduchu
Čistý vzduch v nižších vrstvách je homogenní směsí těchto plynů (nejsou uvedeny proměnlivé složky, především vodní pára, jejíž koncentrace se ve vzduchu podstatně mění):
| plyn          | objem [%]           | hmotnost [%] |
| ------------- | ------------------- | ------------ |
| dusík         | 78,084              | 75,518       |
| kyslík        | 20,946              | 23,135       |
| argon         | 0,93                | 1,288        |
| oxid uhličitý | 0,0407 (407 ppm)    | 0,059        |
| neon          | 0,0018 (18,18 ppm)  | 0,0012       |
| helium        | 0,000524 (5,24 ppm) | 0,000072     |
| metan         | 0,0002 (2 ppm)      | 0,0001       |
| krypton       | 0,000114 (1,14 ppm) | 0,0003       |
| vodík         | 0,00005 (0,5 ppm)   | 0,000001     |
| xenon         | 0,0000087 (87 ppb)  | 0,00004      |

Fyzikální vlastnosti vzduchu při 0 °C a 101 325 Pa
| Vlastnost                     | Symbol | Jednotka | Hodnota |
| ----------------------------- | ------ | -------- | ------- |
| Molární hmotnost              | Mm     | g/mol    | 28,96   |
| Molární objem                 | Vm     | dm³/mol  | 22,40   |
| Plynová konstanta             | r      | J/kg/K   | 287,10  |
| Hustota                       | ρ0     | kg/m³    | 1,29    |
| Měrná tepelná kapacita (0 °C) | c      | kJ/kg/K  | 1,01    |
| Izoentropický exponent        | κ      | [-]      | 1,40    |
| Teplota tání                  | t      | °C       | -213,4  |
| Teplota varu                  | tv     | °C       | −194,5  |

Uvedené plyny jsou až na výjimky (CO2, CH4, H2) relativně stálé a jejich koncentrace se nemění. Mimoto atmosférický vzduch obsahuje proměnlivé množství vodní páry a různých jiných plynů (CO, SO2, N2O, NO, NO2, NH3, O3) a tuhé aerosoly (prach, pyl a mikroorganismy). Vodní pára a oxid uhličitý jsou v atmosféře nejvíce zastoupené skleníkové plyny, díky kterým je na Zemi teplota asi o 33 stupňů Celsia vyšší, než by byla bez skleníkového efektu způsobeného těmito plyny (hodnota záleží na různých odhadech a modelech)[zdroj?].

## Kapalný vzduch
Kapalný vzduch se v minulosti získával při průmyslovém pochodu, kdy se atmosférický vzduch zbaví prachu, CO2 a vlhkosti a stlačí až na 200násobek normálního tlaku. Následně se ochladí studenou vodou a pak se nechá rozepnout do prostoru na tlak 20 až 30násobek normálního tlaku. Tím jeho teplota silně klesne a takto ochlazeného vzduchu se použije k předchlazování dalšího vzduchu v protiproudném chladiči. Postupně se dosáhne tak nízké teploty, že vzduch zkapalní za 20 až 30násobku běžného tlaku. Celý proces chlazení byl tedy založen na Joule-Thomsonově jevu a je proto poměrně málo efektivní. Nový (účinnější) postup zařazuje za kompresi a chlazení namísto jednoduché expanze tzv. izoentropické škrcení. K expanzi vzduchu tedy dochází při jeho průchodu turbínou, kde je navíc odevzdána využitelná objemová práce a je dosaženo ještě nižších teplot při stejném rozdílu tlaků, resp. k dosažení stavu zkapalnění postačí i nižší tlak za první kompresí. Kapalný vzduch tvoří namodralou kapalinu o bodu varu −190 °C.
Průmyslově se z kapalného vzduchu destilací (přesněji rektifikací) získává kyslík, dusík, argon a helium. Nicméně je třeba podotknout, že existují i jiné postupy přípravy kyslíku a dusíku ze vzduchu a helium lze získávat i z některých zdrojů zemního plynu.

## Stlačený vzduch
V průmyslu se stlačený vzduch používá zejména pro přenos energie pro pneumatické nástroje a zařízení. Příkladem budiž pneumatické kladivo či různé balicí stroje. Vzduch pro přenos energie je obvykle stlačen kompresorem, podle potřeby ochlazen, vysušen a zbaven oleje pocházejícího z kompresoru.
Stlačený vzduch se používá pro pohon a ovládání průběžných brzd vlaků. Pneumaticky jsou ovládány a poháněny i další mechanismy v dopravních prostředcích.
Stlačeným vzduchem se nafukují pneumatiky, zvedací vaky, nafukovací čluny, míče, hračky.
Stlačený vzduch je dále používán při potápění a práce pod vodou, obvykle do maximální hloubky 40 m.
Vzduch také slouží k dopravě – buď přímo, např. zemědělský fukar, nebo pro přepravu schránek např. v systému potrubní pošty. Rovněž se používá k instalaci optických kabelů, které by mechanické zasunování do potrubí poškodilo.
Stlačeným vzduchem lze pomocí Venturiho efektu vyrobit i podtlak, který se pak používá např. v přísavkách.

## Dopravní medium
Vzduchem se pohybují všechna vozidla, hladinové lodě a všechna letadla. Vzduch v motorových letadlech s pevnými křídly letadlo nejenže pomáhá pohánět, ale nese jej i nad povrchem Země. Bezmotorová letadla (kluzáky, větroně a padáky) využívají všech vlastností vzduchu pro svůj přesně definovaný pohyb.
Vzduch klade všem dopravním prostředkům (s výjimkou kosmických lodí a ponorek) přirozený odpor, který stoupá úměrně s druhou mocninou jejich rychlosti. Vozidla tento odpor překonávají zvýšeným výkonem pohonného systému a čelí mu konstrukčním uspořádáním resp. svými aerodynamickými tvary. Zajímavý efekt lze dobře pozorovat kupř. u kolejových vozidel v tunelech (třeba v metru), kde se vozidlo v tunelu chová jako volný píst a vzduch před sebou tlačí tunelem dopředu.
Tělesa, která se velmi rychle pohybují v atmosféře (kupř. granáty, rakety, střely), bývají z důvodů stabilizace dráhy letu vzduchem udržována v přímém směru prostřednictvím setrvačného efektu.